# Mersim Asllani
Mersim Asllani (Aigle, 7 giugno 1999) è un calciatore svizzero naturalizzato kosovaro, centrocampista del Bulle.

## Carriera

### Club
Cresciuto nel settore giovanile del Losanna, ha esordito in prima squadra il 14 settembre 2016 disputando l'incontro della Coppa Svizzera vinto 1-2 contro il Lancy. Dopo 23 presenze e una rete in campionato (13 in massima serie e 10 in seconda divisione) e 4 presenze in coppa, nel 2019 si è trasferito al Grasshoppers, dove in una stagione e mezzo ha collezionato complessivamente 18 partite e una rete, di cui 15 in campionato (7 in massima serie e 8 in seconda divisione) e 3 presenze, con un gol, in coppa. Nell'estate del 2020 viene acquistato dallo Stade Lausanne-Ouchy, formazione della seconda divisione elvetica.

### Nazionale
L'8 giugno 2021 ha esordito con la nazionale kosovara giocando l'amichevole persa 1-2 contro la Guinea, subentrando al minuto '62 al posto di Jetmir Topalli.

## Statistiche

### Presenze e reti nei club
Statistiche aggiornate al 13 agosto 2022.
| Stagione                    | Squadra                     | Campionato                  | Campionato | Campionato | Coppe nazionali | Coppe nazionali | Coppe nazionali | Coppe continentali | Coppe continentali | Coppe continentali | Altre coppe | Altre coppe | Altre coppe | Totale | Totale |
| Stagione                    | Squadra                     | Comp                        | Pres       | Reti       | Comp            | Pres            | Reti            | Comp               | Pres               | Reti               | Comp        | Pres        | Reti        | Pres   | Reti   |
| --------------------------- | --------------------------- | --------------------------- | ---------- | ---------- | --------------- | --------------- | --------------- | ------------------ | ------------------ | ------------------ | ----------- | ----------- | ----------- | ------ | ------ |
| 2016-2017                   | Losanna                     | ASL                         | 0          | 0          | CS              | 1               | 0               |                    | -                  | -                  |             | -           | -           | 1      | 0      |
| 2017-2018                   | Losanna                     | ASL                         | 13         | 0          | CS              | 2               | 0               |                    | -                  | -                  |             | -           | -           | 15     | 0      |
| 2018-feb. 2019              | Losanna                     | ChL                         | 10         | 1          | CS              | 1               | 0               |                    | -                  | -                  |             | -           | -           | 11     | 1      |
| Totale Losanna              | Totale Losanna              | Totale Losanna              | 23         | 1          |                 | 4               | 0               |                    | -                  | -                  |             | -           | -           | 27     | 1      |
| feb.-giu. 2019              | Grasshoppers                | ASL                         | 7          | 0          | CS              | -               | -               |                    | -                  | -                  |             | -           | -           | 7      | 0      |
| 2019-2020                   | Grasshoppers                | ChL                         | 8          | 0          | CS              | 3               | 1               |                    | -                  | -                  |             | -           | -           | 11     | 1      |
| Totale Grasshoppers         | Totale Grasshoppers         | Totale Grasshoppers         | 15         | 0          |                 | 3               | 1               |                    | -                  | -                  |             | -           | -           | 18     | 1      |
| 2020-2021                   | Stade Lausanne-Ouchy        | ChL                         | 25         | 2          | CS              | 0               | 0               |                    | -                  | -                  |             | -           | -           | 25     | 2      |
| 2021-2022                   | Stade Lausanne-Ouchy        | ChL                         | 26         | 0          | CS              | 3               | 0               |                    | -                  | -                  |             | -           | -           | 29     | 0      |
| 2022-2023                   | Stade Lausanne-Ouchy        | ChL                         | 5          | 0          | CS              | 0               | 0               |                    | -                  | -                  |             | -           | -           | 5      | 0      |
| Totale Stade Lausanne-Ouchy | Totale Stade Lausanne-Ouchy | Totale Stade Lausanne-Ouchy | 56         | 2          |                 | 3               | 0               |                    | -                  | -                  |             | -           | -           | 59     | 2      |
| Totale carriera             | Totale carriera             | Totale carriera             | 94         | 3          |                 | 10              | 1               |                    | -                  | -                  |             | -           | -           | 104    | 4      |

### Cronologia presenze e reti in nazionale
| Cronologia completa delle presenze e delle reti in nazionale ― Kosovo | Cronologia completa delle presenze e delle reti in nazionale ― Kosovo | Cronologia completa delle presenze e delle reti in nazionale ― Kosovo | Cronologia completa delle presenze e delle reti in nazionale ― Kosovo | Cronologia completa delle presenze e delle reti in nazionale ― Kosovo | Cronologia completa delle presenze e delle reti in nazionale ― Kosovo | Cronologia completa delle presenze e delle reti in nazionale ― Kosovo | Cronologia completa delle presenze e delle reti in nazionale ― Kosovo |
| Data                                                                  | Città                                                                 | In casa                                                               | Risultato                                                             | Ospiti                                                                | Competizione                                                          | Reti                                                                  | Note                                                                  |
| --------------------------------------------------------------------- | --------------------------------------------------------------------- | --------------------------------------------------------------------- | --------------------------------------------------------------------- | --------------------------------------------------------------------- | --------------------------------------------------------------------- | --------------------------------------------------------------------- | --------------------------------------------------------------------- |
| 8-6-2021                                                              | Manavgat                                                              | Kosovo                                                                | 1 – 2                                                                 | Guinea                                                                | Amichevole                                                            | -                                                                     | 62’                                                                   |
| 11-6-2021                                                             | Manavgat                                                              | Kosovo                                                                | 1 – 0                                                                 | Gambia                                                                | Amichevole                                                            | -                                                                     | 59’                                                                   |
| Totale                                                                |                                                                       | Presenze                                                              | 2                                                                     |                                                                       | Reti                                                                  | 0                                                                     |                                                                       |